# نائوکو موری
نائوکو موری (انگلیسی: Naoko Mori؛ زادهٔ ۲۹ نوامبر ۱۹۷۱) یک بازیگر سینما، و هنرپیشه اهل ژاپن است. وی از سال ۱۹۹۲ میلادی تاکنون مشغول فعالیت بوده است.